# Carlos Briceno
Carlos Martin Briceno (Newport Beach, 10 de agosto de 1967) é um ex-jogador de voleibol dos Estados Unidos que competiu nos Jogos Olímpicos de 1992.
Em 1992, ele fez parte da equipe americana que conquistou a medalha de bronze no torneio olímpico, no qual atuou em quatro partidas.